# Eugène Freyssinet
Eugène Freyssinet (Objat, Corrèze; 13 de julio de 1879-Saint-Martin-Vésubie, Alpes Marítimos; 8 de junio de 1962) fue un ingeniero civil y estructural francés, pionero al que se considera el principal impulsor del pretensado en las estructuras de hormigón, y el ingeniero que llevó esta técnica a su utilización industrial masiva.

Mi suerte, mi gran suerte, ha sido el ser asediado, desde niño, por una vocación vehemente. He amado este arte de la construcción que he concebido, tal y como hicieron mis ancestros artesanos, como modo de reducir al mínimo el trabajo humano necesario para lograr un objetivo útil.
Nací constructor. Era para mi tanto una necesidad ineludible como una fuente inagotable de felicidad imponer al material en bruto esas formas y estructuras que surgían de mi imaginación.
Eugène Freyssinet

## Biografía
Freyssinet estudió en la École polytechnique y en la École nationale des ponts et chaussées desde 1899, y al acabar sus estudios en 1905 empezó a trabajar como ingeniero junior en la oficina local de Ponts et chaussées en Moulins. Allí su trabajo consistía en asesorar a varios alcaldes rurales sobre los asuntos de su profesión. En ese trabajo tenía libertad para satisfacer las necesidades locales con estructuras diseñadas y construidas por él mismo, para lo que siempre elegía el hormigón reforzado. Sus obras más relevantes de este periodo son los tres puentes idénticos entre sí en arco de hormigón pretensado, sobre el río Allier. A propósito del de Boutiron, que aún permanece en pie, José Antonio Fernández Ordóñez ha escrito: "¡Para mi es el más maravilloso puente de hormigón que jamás ha levantado la mano del hombre sobre la faz de la Tierra!".
Desde 1904 hasta 1907 sirvió en el Ejército de Tierra francés, y de nuevo durante la Gran Guerra (1914-1918) como ingeniero de carreteras.
De 1914 a 1928 fue director técnico y socio de la empresa Mercier-Limousin. Desde este puesto obtuvo su primera patente en hormigón pretensado, en 1920. En 1928 patentó un sistema básico de pretensado que describe a la perfección el sistema de pretensión y el sistema de cables adherentes. Poco tiempo después industrializará elementos prefabricados de hormigón armado, entre ellos vigas, viguetas, losas y tubos. De 1928 a 1933 se dedicó a fabricar postes eléctricos de hormigón pretensado, negocio que fracasó.
En 1934 resolvió el problema del desastroso asiento del muelle marítimo de Le Havre. A partir de 1943 la tecnología del pretensado despega a nivel mundial. Freyssinet creó la empresa STUP (Société Technique pour l’utilisation de la précontrainte), que en 1970 se transformó en Freyssinet International.

## Principales realizaciones o colaboraciones
- 1910-1911: puente de Veurdre sobre el río Allier.
- 1913: puente de Boutiron, también sobre el río Allier.
- 1916: ocho hangares en Avord.
- 1918: quince buques de 55 metros de eslora con el casco de hormigón reforzado, botados en Ruan.
- 1922-1930: puente Albert-Louppe sobre el río Elorn, entre Plougastel-Daoulas y Brest.
- 1923: hangares del Aeropuerto de Orly.
- 1926-1928: fábrica de la Compañía Nacional de Radiadores, en Dammarie-lès-Lys (Seine-et-Marne)
- 1933-1935: renovación del muelle marítimo de Le Havre.
- 1944-1946: puente de Luzancy sobre el río Marne (Seine-et-Marne), de 54 metros de luz.
- 1947-1950: serie de cinco puentes idénticos sobre el río Marne, todos ellos de 74 metros de luz, en Esbly, Ussy-sur-Marne, Changis-sur-Marne, Trilbardou y Annet-sur-Marne (Seine-et-Marne).
- 1950-1953: concepción y asesoría para la construcción de la Autopista Caracas-La Guaira, Venezuela.
- 1955-1958: basílica de San Pío X en Lourdes con los arquitectos Pierre Vago y André Le Donné.
- 1957: puente de Saint-Michel en Toulouse.